# Penny Barg
Penny Barg (North Miami Beach, 11 aprile 1964) è un'ex tennista statunitense.
È conosciuta anche come Penny Barg-Mager.

## Carriera
In carriera ha vinto 3 titoli di doppio. Nei tornei del Grande Slam ha ottenuto il suo miglior risultato raggiungendo i quarti di finale di doppio agli US Open nel 1982 e all'Open di Francia nel 1985, e di doppio misto sempre all'Open di Francia nel 1985, 1988 e 1989.

## Statistiche

### Doppio

#### Vittorie (3)
| Numero | Anno              | Torneo                             | Superficie  | Compagna            | Avversarie in finale              | Punteggio     |
| 1.     | 15 marzo 1987     | Virginia Slims of Arizona, Phoenix | Cemento     | Beth Herr           | Mary Lou Daniels Anne White       | 2-6, 6-2, 7-6 |
| 2.     | 12 luglio 1987    | Swedish Open, Båstad               | Terra rossa | Tine Scheuer-Larsen | Sandra Cecchini Patricia Tarabini | 6-1, 6-2      |
| 3.     | 17 settembre 1989 | Virginia Slims of Arizona, Phoenix | Cemento     | Peanut Louie-Harper | Elise Burgin Rosalyn Fairbank     | 7-6, 7-6      |

### Doppio

#### Finali perse (5)
| Numero | Anno            | Torneo                                       | Superficie  | Compagna          | Avversarie in finale               | Punteggio     |
| 1.     | 15 luglio 1984  | Brasil Open, Rio de Janeiro                  | Cemento     | Kylie Copeland    | Jill Hetherington Hélène Pelletier | 3-6, 6-2, 6-7 |
| 2.     | 13 maggio 1985  | Barcelona Ladies Open, Barcellona            | Terra rossa | Adriana Villagrán | Petra Delhees Pat Medrado          | 1-6, 0-6      |
| 3.     | 27 luglio 1985  | US Clay Court Championships, Indianapolis    | Terra rossa | Paula Smith       | Katerina Maleeva Manuela Maleeva   | 6-3, 3-6, 4-6 |
| 4.     | 13 ottobre 1985 | Virginia Slims of Indianapolis, Indianapolis | Cemento     | Sandy Collins     | Bonnie Gadusek Mary Lou Daniels    | 1-6, 0-6      |
| 5.     | 17 aprile 1988  | Bausch & Lomb Championships, Amelia Island   | Terra verde | Katrina Adams     | Zina Garrison Eva Pfaff            | 6-4, 2-6, 6-7 |